# Mahmoud Bouanik
Mahmoud Bouanik , né le 1er janvier 1967, est un ancien handballeur algérien.
En club, il a notamment évolué au MC Alger puis rejoint la France en 1992 et le Villeneuve d'Ascq où il oscille entre Nationale 1B (D2) et Nationale 1A (D1), et où il évolue jusqu'en 2001.

## Palmarès

### En clubs
- Champion d'Algérie  (6) : en 1987, 1988 ,1989 ,1990 ,1991, 1992
- Vainqueur de la Coupe d'Algérie (4) : en 1987, 1989, 1990 ,1991
- Vainqueur de la Coupe d'Afrique des vainqueurs (3) : en  1988, 1991, 1992
- Championnat arabe des clubs champions (2) : 1989, 1991

### Avec l'Équipe d'Algérie
Championnat d'Afrique des nations
- Vainqueur du Championnat d'Afrique 1989
- Finaliste du Championnat d'Afrique 1991
- Finaliste du Championnat d'Afrique 1994

Jeux africains
- Vainqueur des Jeux africains de 1999

Jeux méditerranéens
- Vainqueur des Jeux méditerranéens de 1987

- 5e aux Jeux méditerranéens de 1991

Jeux olympiques
- 10e place aux Jeux olympiques de 1988
- 10e place aux Jeux olympiques de 1996

Championnats du monde
- 16e place au Championnat du monde 1990
- 16e place au Championnat du monde 1995
- 17e place au Championnat du monde 1997

Autres
- Vainqueur du Championnat d'Afrique junior 1986
- Participation au Championnat du monde junior 1987